# Карвосекі-Носковиці
Карвосекі-Носковиці (пол. Karwosieki-Noskowice) — село в Польщі, у гміні Брудзень-Дужий Плоцького повіту Мазовецького воєводства.
Населення — 115 осіб (2011).
У 1975-1998 роках село належало до Плоцького воєводства.

## Демографія
Демографічна структура станом на 31 березня 2011 року:
|          | Загалом | Допрацездатний вік | Працездатний вік | Постпрацездатний вік |
| -------- | ------- | ------------------ | ---------------- | -------------------- |
| Чоловіки | 62      | 7                  | 48               | 7                    |
| Жінки    | 53      | 5                  | 32               | 16                   |
| Разом    | 115     | 12                 | 80               | 23                   |